# Черненко Олександр Іванович
Олекса́ндр Іва́нович Черне́нко (*27 листопада 1958, с. Новоборисівка, Великомихайлівський район, Одеська область — †8 листопада 2014, с. Невельське, Ясинуватський район, Донецька область) — старший сержант Збройних сил України, учасник російсько-української війни. Один із «кіборгів».

## Короткий життєпис
Після закінчення ЗОШ працював учнем слюсаря, згодом електриком. Відслужив строкову службу, після демобілізації одружився. Закінчив Одеський механіко-технологічний технікум, працював електриком у колгоспі «Перше травня». По тому довший час трудився на Веселокутській нафтобазі. Вісім років працював учителем трудового навчання і захисту Вітчизни в Новоборисівській ЗОШ.
Захоплювався бджільництвом, полюванням, столярував.
Після початку війни кілька разів ходив до військкомату — не взяли через вік та стан здоров'я (втратив пальці на лівій руці, інвалід). Тоді пішов на фронт добровольцем. Командир відділення, 28-а окрема механізована бригада.
Воював у багатьох гарячих точках Донбасу. 4 жовтня 2014 року був вдома у короткотерміновій відпустці. 8 листопада 2014 року загинув у бою поблизу Донецького аеропорту — під час розвідки біля селища Невельське, снайперська засада терористів. Прикрив своїми грудьми молодого солдата.
Без Олександра залишились дружина, дорослі син і донька Наталія, двоє маленьких внуків. Похований у селі Новоборисівка з усіма військовими почестями.
В рідному селі з Вчителем попрощалися у школі під останній дзвоник.

## Нагороди та вшанування
За особисту мужність і героїзм, виявлені у захисті державного суверенітету та територіальної цілісності України, вірність військовій присязі під час російсько-української війни, відзначений — нагороджений
- 27 червня 2015 року — орденом «За мужність» III ступеня (посмертно).
- в жовтні 2015-го у Новоборисівській ЗОШ, де він вчителював, відкрито пам'ятну дошку честі Олександра Черненка.